# Moussa Wagué
Moussa Wagué (sinh ngày 4 tháng 10 năm 1998) là cầu thủ bóng đá người Sénégal chơi ở vị trí hậu vệ cánh phải cho câu lạc bộ Gorica tại giải vô địch quốc gia Croatia.

## Sự nghiệp câu lạc bộ
Wagué lựa chọn thi đấu ở châu Âu từ Học viện bóng đá Aspire vào tháng 11 năm 2016. Anh có trận đấu đầu tiên trọn sự nghiệp trong trận đấu thất bại 1–0 trước Genk vào ngày 21 tháng 1 năm 2017.

## Sự nghiệp quốc tế
Wagué là một phần của U-20 Sénégal giành được hạng 4 Giải vô địch bóng đá U-20 thế giới 2015. Wagué có trận đấu quốc tế đầu tiên trong trận giao hữu hoà 1–1 trước Nigeria vào ngày 23 tháng 3 năm 2017.
Vào tháng 5 năm 2018 anh có tên trong đội hình 23 cầu thủ của Sénégal tham dự Giải bóng đá vô địch thế giới 2018 ở Nga. Anh trở thành cầu thủ châu Phi trẻ tuổi nhất trong lịch sử ghi bàn ở World Cup trong trận đấu trước Nhật Bản. Tại giải đấu này, anh chi có được một bàn thắng trong trận hòa 2-2 trước Nhật Bản. Một năm sau, tại cúp bóng đá châu Phi 2019 ở Ai Cập, anh và các đồng đội lọt vào trận chung kết, chịu thất thủ trước Algérie và giành ngôi á quân.

## Thống kê sự nghiệp

### Câu lạc bộ
Tính đến 30 tháng 9 năm 2020
| Câu lạc bộ          | Mùa giải            | Giải vô địch             | Giải vô địch | Giải vô địch | Cúp quốc gia | Cúp quốc gia | Châu Âu | Châu Âu | Khác | Khác | Tổng cộng | Tổng cộng |
| Câu lạc bộ          | Mùa giải            | Hạng đấu                 | Trận         | Bàn          | Trận         | Bàn          | Trận    | Bàn     | Trận | Bàn  | Trận      | Bàn       |
| ------------------- | ------------------- | ------------------------ | ------------ | ------------ | ------------ | ------------ | ------- | ------- | ---- | ---- | --------- | --------- |
| Eupen               | 2016–17             | Belgian First Division A | 14           | 1            | 1            | 0            | —       | —       | —    | —    | 15        | 1         |
| Eupen               | 2017–18             | Belgian First Division A | 26           | 0            | 2            | 0            | —       | —       | —    | —    | 28        | 0         |
| Eupen               | Tổng cộng           | Tổng cộng                | 40           | 1            | 3            | 0            | —       | —       | —    | —    | 43        | 1         |
| Barcelona B         | 2018–19             | Segunda División B       | 20           | 2            | 0            | 0            | —       | —       | —    | —    | 19        | 2         |
| Barcelona B         | Tổng cộng           | Tổng cộng                | 20           | 2            | 0            | 0            | 0       | 0       | 0    | 0    | 20        | 2         |
| Barcelona           | 2018–19             | La Liga                  | 3            | 0            | 0            | 0            | 0       | 0       | 0    | 0    | 3         | 0         |
| Barcelona           | 2019–20             | La Liga                  | 1            | 0            | 0            | 0            | 2       | 0       | 0    | 0    | 3         | 0         |
| Barcelona           | Tổng cộng           | Tổng cộng                | 4            | 0            | 0            | 0            | 2       | 0       | 0    | 0    | 6         | 0         |
| Nice (mượn)         | 2019–20             | Ligue 1                  | 5            | 0            | 0            | 0            | —       | —       | —    | —    | 5         | 0         |
| PAOK (mượn)         | 2020–21             | Super League Greece      | 1            | 0            | 0            | 0            | 1       | 0       | 0    | 0    | 2         | 0         |
| Tổng cộng sự nghiệp | Tổng cộng sự nghiệp | Tổng cộng sự nghiệp      | 53           | 3            | 3            | 0            | 3       | 0       | 17   | 0    | 76        | 3         |

### Quốc tế
Tính đến 15 tháng 11 năm 2020
| Sénégal   | Sénégal | Sénégal |
| Năm       | Trận    | Bàn     |
| --------- | ------- | ------- |
| 2017      | 6       | 0       |
| 2018      | 7       | 1       |
| 2019      | 6       | 0       |
| 2020      | 2       | 0       |
| Tổng cộng | 21      | 1       |

### Bàn thắng quốc tế
| #  | Ngày                | Địa điểm                                   | Đối thủ  | Bàn thắng | Kết quả | Giải đấu       |
| -- | ------------------- | ------------------------------------------ | -------- | --------- | ------- | -------------- |
| 1. | 24 tháng 6 năm 2018 | Sân vận động Trung tâm, Yekaterinburg, Nga | Nhật Bản | 2–1       | 2–2     | World Cup 2018 |